# Zeitzünder

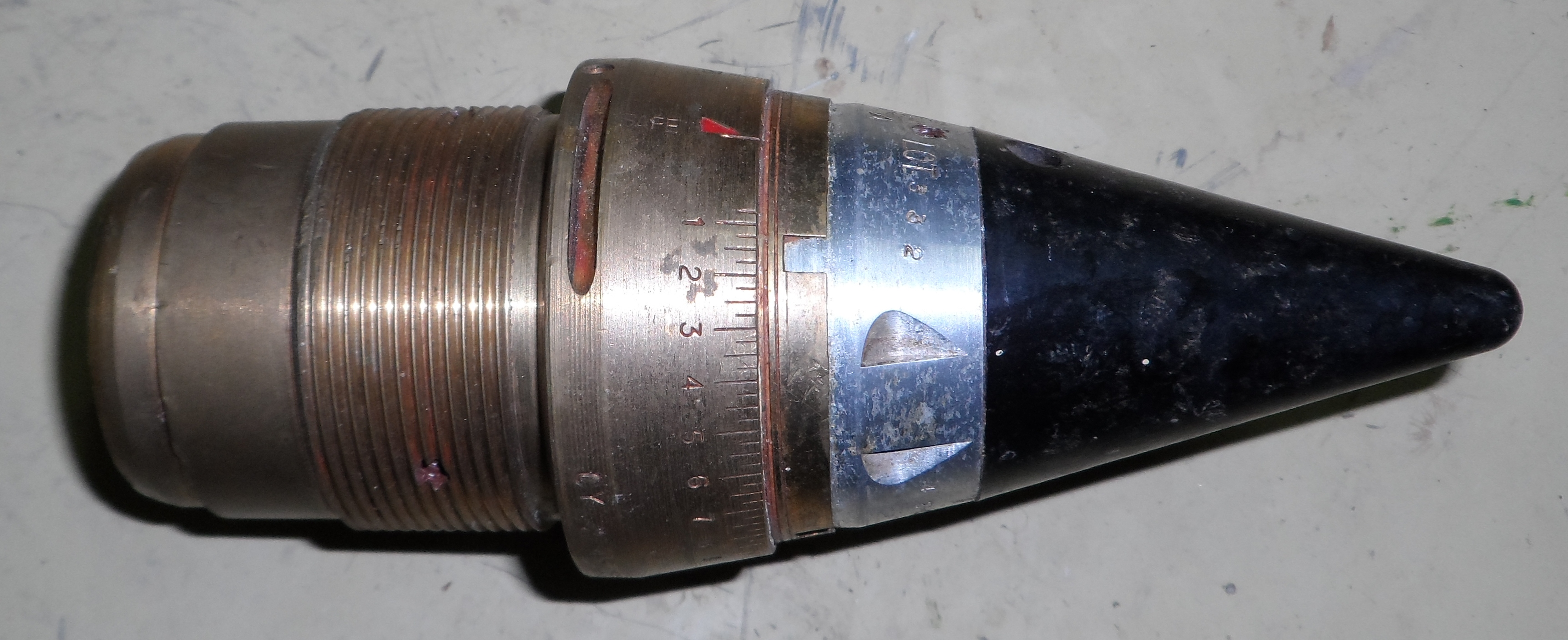
Militärischer Kopfzünder mit Zeit-Tempierung einer 120-mm-Mörsergranate. Dieser soll nach voreingestellter Flugzeit den Granatkörper im Fallen öffnen, um die darin befindlichen Nebeltöpfe bzw. Leuchtkörper auszubringen.

Zeitzünder lassen als verzögerte Zünder eine Sprengladung nach einer bestimmten, vorher festgelegten Zeit explodieren. Man kann zwischen pyrotechnischen, mechanischen, chemischen und elektronischen Zündern unterscheiden.

## Pyrotechnische Zeitzünder

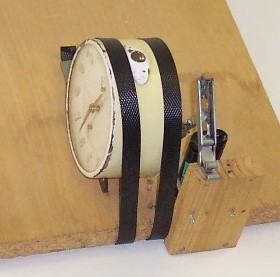
Amateurzeitzünder für einen Brandsatz

Die Verzögerung kann durch den Abbrand einer Zündschnur erreicht werden.
Bei Handgranaten bringt der Verzögerungssatz das Objekt unabhängig vom Aufschlagszeitpunkt nach einem meist werksseitig eingestellten Zeitintervall (Zeitstempel) zur Detonation. Sie sind aufgrund ihrer sichereren Handhabung weiter verbreitet als Aufschlagzünder. Für die Realisierung des Zeitintervalls (Abbrands) existieren unterschiedliche, vom jeweiligen Stand der Technik abhängige Lösungen. Allgemein sind bei modernen Modellen Verzögerungszeiten zwischen 4 und 5 Sekunden üblich (manche Modelle, wie die Tränengasgranate US M54 CS-HGR, brauchten zum Druckaufbau zwischen 8 und 12 Sekunden). Auslöser ist dabei meist ein Ereignis, welches eintritt, wenn die Waffe die Hand des Soldaten verlässt. Gegen Anfang des 20. Jahrhunderts waren dies häufig Lederschlaufen, später meist freizugebende Sicherungsbügel, welche unter Vermittlung von Schlagfedern den eigentlichen Mechanismus aktivierten. Bei den bekannten deutschen Stielhandgranaten und anderen Modellen wurde der Zeitzünder durch Herausreißen einer Schnur, bei wieder anderen durch das Schlagen der Granate auf einen harten Untergrund aktiviert. Der eigentliche Wurfvorgang hatte bei diesen Modellen keine Auswirkung auf den Zünder.

## Mechanische Zeitzünder

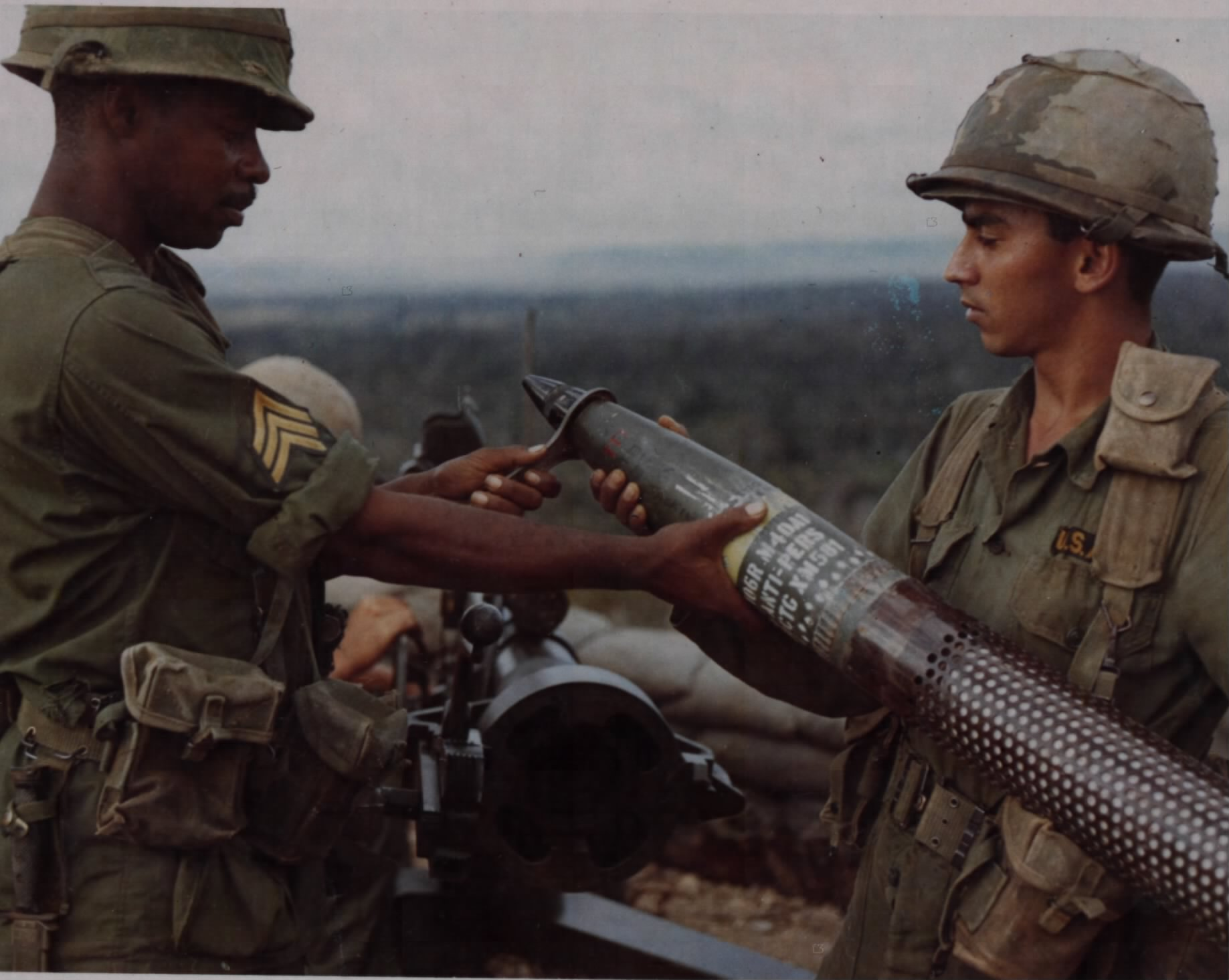
Zeitzünder einer Flechette-Granate (Beehive round) wird im Vietnamkrieg eingestellt (Vietnam, 1967)

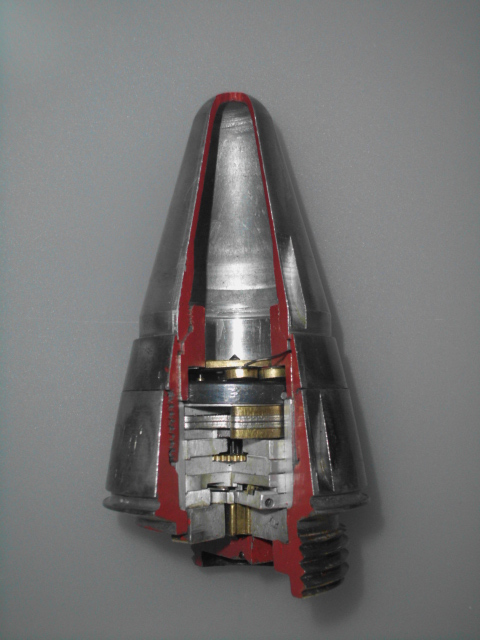
Schnittmodell eines deutschen Uhrwerkzünders aus dem Zweiten Weltkrieg. Der Typ Zt. Z. S/30 brachte Flakgranaten max. 30 s nach dem Abfeuern zur Detonation. Zu sehen ist ein Exponat im Militärhistorischen Museum der Bundeswehr in Dresden.

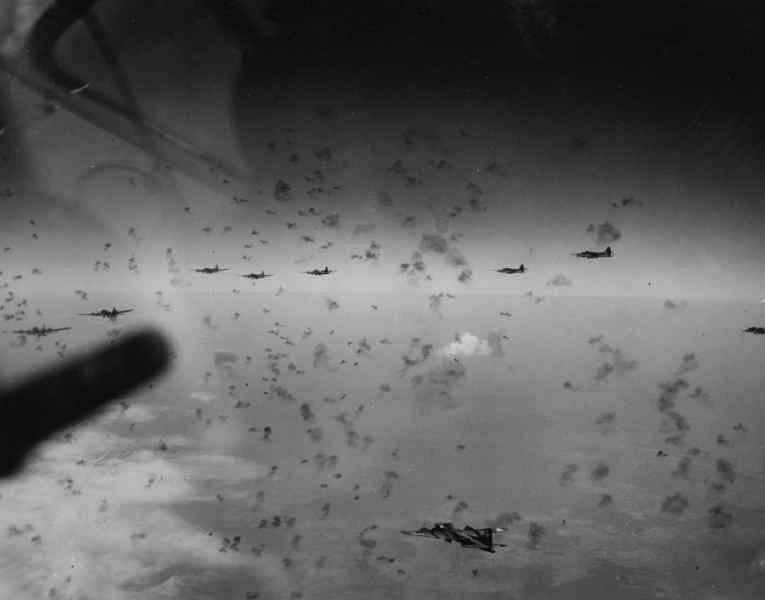
Flakwolken deutscher Flakgranaten, welche durch Zeitzünder gezündet wurden

Mechanische Zeitzünder arbeiten meist mit einem Feder-Mechanismus, vergleichbar einer Taschenuhr. Zu einem vorbestimmten Zeitpunkt nach Start des Mechanismus wird die Zündung des Sprengsatzes ausgelöst. Der Zeitpunkt der Zündung ist annähernd, aber nicht exakt bestimmbar, da mechanische Bauteile fertigungsbedingte Schwankungen aufweisen. Die erste mit einem mechanischen Zeitzünder bestückte Bombe wurde versehentlich beim Verladen auf das Auswandererschiff Mosel 1875 in Bremerhaven gezündet. Auch für die deutsche Splitterbombe SD 2 aus dem Zweiten Weltkrieg existierten mechanische Zeitzünder.

Artilleriezünder
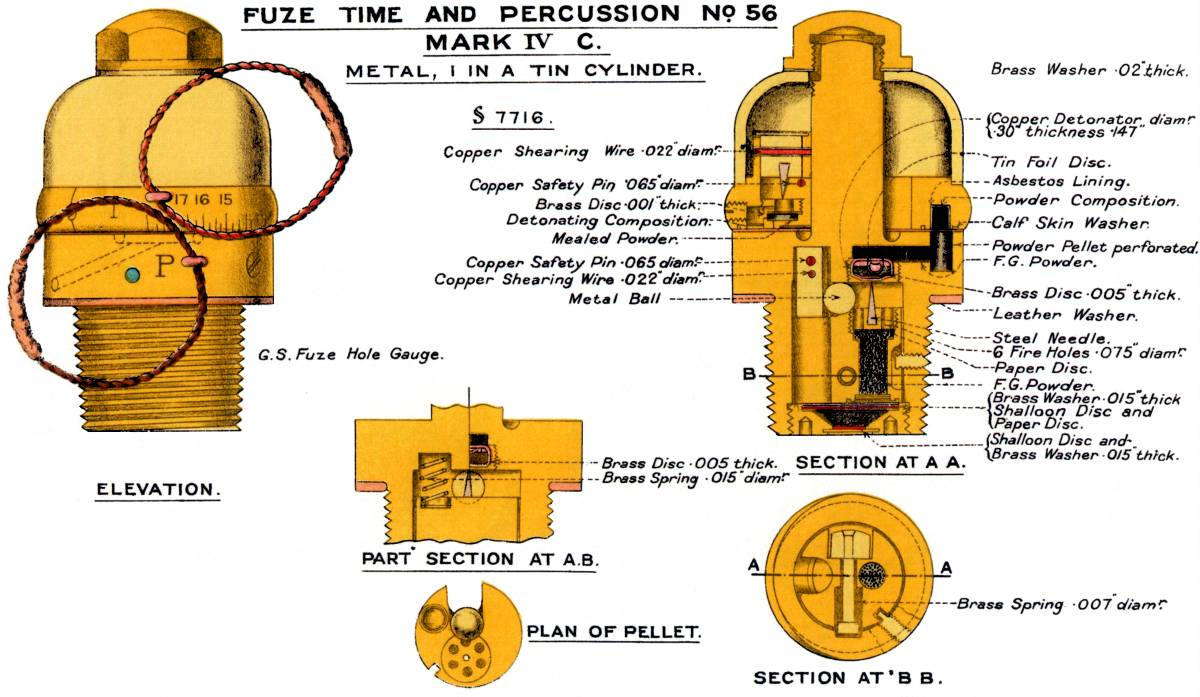
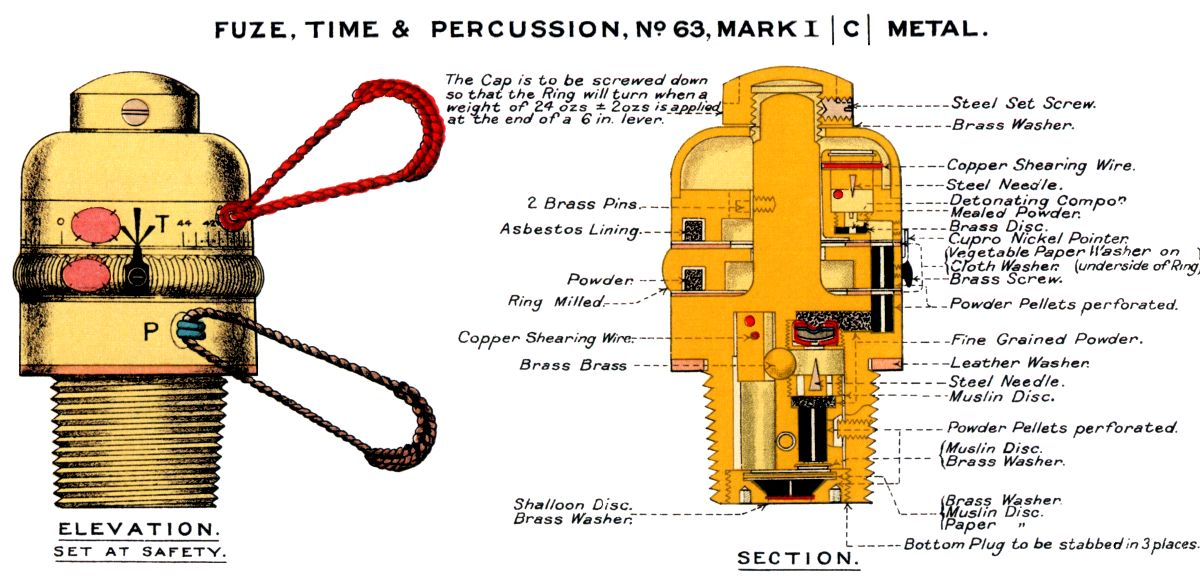
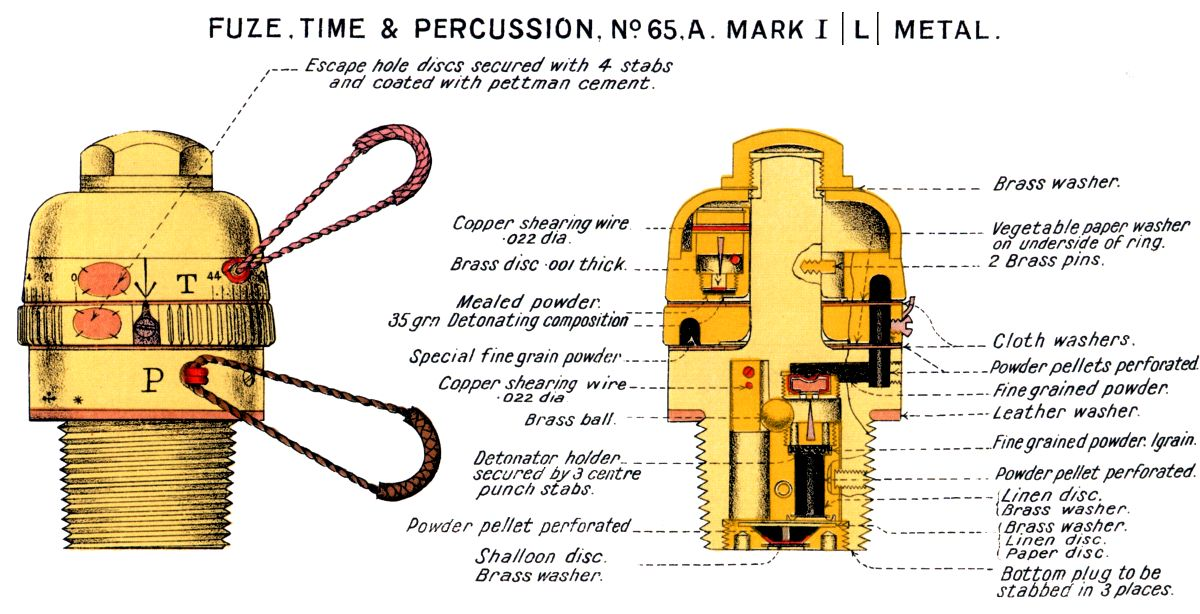

## Chemische Zeitzünder
Chemische Zeitzünder funktionieren auf der Basis zweier chemischer Substanzen, die langsam miteinander reagieren und eine Initialzündung auslösen. Im Gegensatz zu anderen Zündern ist bei einem chemischen Zeitzünder kein Stopp oder Widerruf möglich; zudem ist der Zeitpunkt der Zündung nicht genau bestimmbar. Letztes liegt in der Funktionsweise begründet. Im Unterschied zu den meisten Zündern, die höchstens durch Vereisung von der Umgebungstemperatur beeinflusst werden, ist bei chemischen Zündern die Temperatur ein wesentlicher Faktor. Bei niedrigen Temperaturen verläuft die chemische Reaktion langsamer, bei hoher entsprechend schneller ab. Das wohl bekannteste Beispiel für die Anwendung eines chemischen Zeitzünders war das Attentat vom 20. Juli 1944 auf Adolf Hitler, wo ein Bleistiftzünder (Pencil detonator, offizielle Bezeichnung: Switch No. 10) britischer Herkunft verwendet wurde. In einem dünnwandigen Messingrohr befand sich eine Kupfer(II)-chlorid-Lösung in einer mit Baumwollstoff umwickelten Glasampulle. Nach Zerdrücken der Ampulle durch Knicken des Rohrs zerfrisst die Chloridlösung den in der Stoffumhüllung liegenden Haltedraht des gespannten Schlagbolzens, der dann auf ein Zündhütchen mit der Initialladung schlägt und so die eigentliche Sprengladung auslöst. Im Zweiten Weltkrieg wurden diese Zünder, die nach Aktivierung nicht mehr zu entschärfen sind, z. B. auch in der französischen Résistance bei Sabotageaktionen benutzt.

Die beim Attentat vom 20. Juli 1944 verwendeten britischen Bleistiftzünder (Switch No. 10)

Nach ähnlichem Prinzip funktionieren die chemisch-mechanischen Langzeitzünder britischer und US-amerikanischer Fliegerbomben, die durch ihre verzögerte Explosion Lösch- und Bergungsarbeiten behindern sollten. Hier wurde der Schlagbolzen durch eine Packung von Zelluloidplättchen gehalten. Die während des Falls der Bombe vom Windrad angetriebene Auslösespindel zerstörte die im Zünder verschraubte Glasampulle mit Aceton. Dieses zersetzte die Plättchen und der Schlagbolzen löste aus. Durch eine unterschiedliche Zahl von verschieden dicken Plättchen konnten die Verzögerungszeiten zwischen einigen Dutzend Minuten und mehreren Tagen variieren. Die Zünder werden umgangssprachlich falsch verbreitet als Säurezünder bezeichnet, obwohl das verwendete Lösungsmittel Aceton zu den Ketonen gehört und chemisch daher keine Säure ist.
Bomben, die mit solchen Zündern ausgerüstet sind, stellen als Blindgänger auch heute noch eine besonders große Gefahr dar, weil sie auch ohne äußere Einwirkung durch die alterungsbedingte Festigkeitsabnahme des Zelluloids jederzeit explodieren können.

## Elektronische Zeitzünder
Elektronische Zeitzünder sind die moderne Version der mechanischen Zünder. Sie funktionieren auf der Basis eines elektronischen Schaltkreises, der nach einer vorbestimmten Zeit einen elektrischen Strom durchschaltet („triggert“), wodurch wiederum der Sprengsatz gezündet wird. Der Zeitpunkt der Explosion ist damit genau bestimmbar.